# Vatikanstatens bibliotek

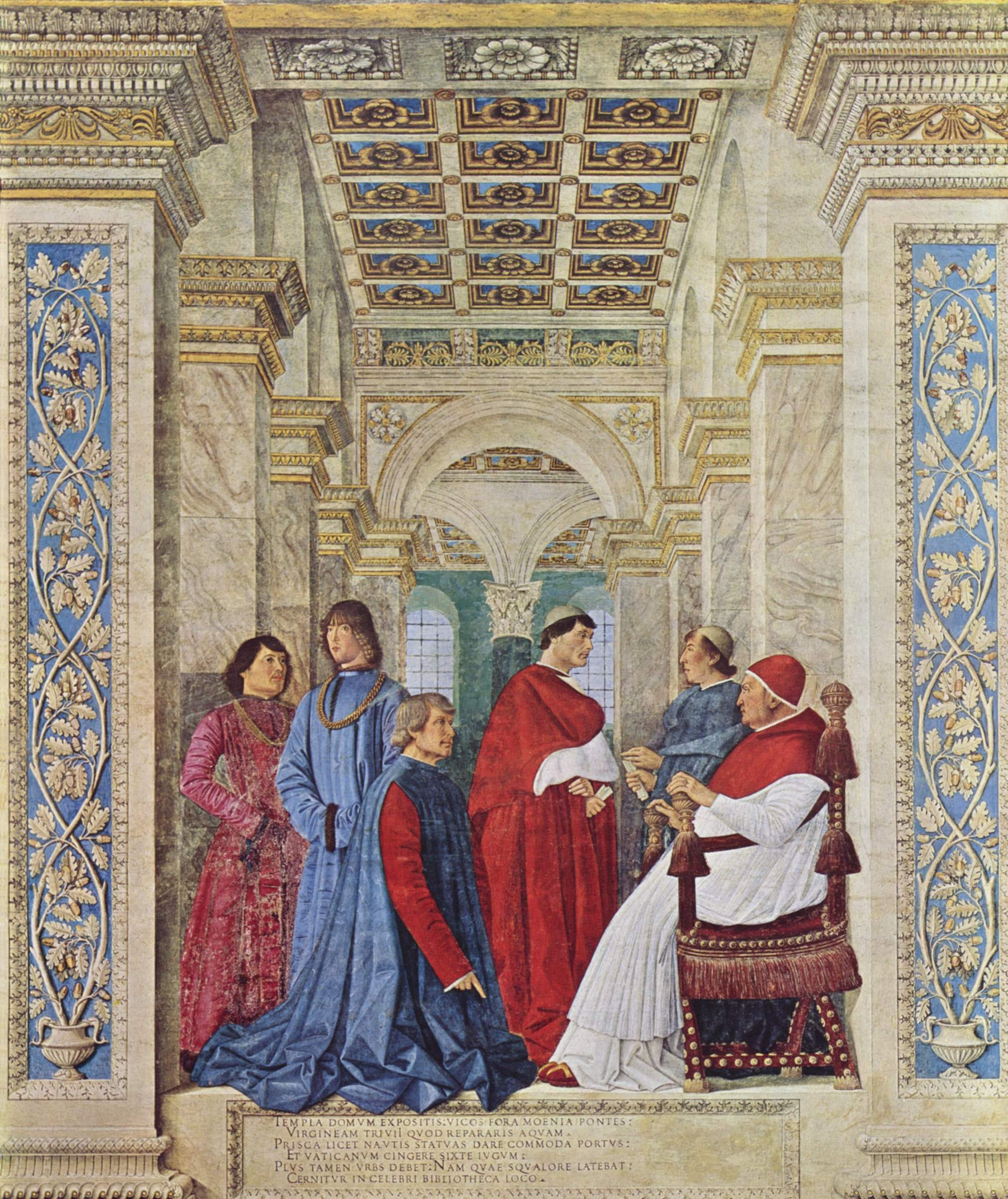
Påve Sixtus IV utnämner Bartolomeo Platina till prefekt för Vatikanbiblioteket, fresk av Melozzo da Forlì (cirka 1477).

Vatikanstatens bibliotek (latin Bibliotheca Apostolica Vaticana) är kurians bibliotek, beläget i Vatikanstaten. Det grundades 1448 av påven Nicolaus V.
Den nuvarande byggnaden, Sala Sistina (uppkallad efter Sixtus V), ritades 1588 av arkitekten Domenico Fontana, och är belägen strax öster om Petersplatsen.

## Samlingar
Vatikanstatens bibliotek hyser cirka 1,5 miljoner tryckta skrifter motsvarande 53 000 hyllmeter, varav cirka 8 500 volymer utgörs av inkunabler. Här finns även omkring 150 000 handskrifter (bland annat drottning Kristinas samling), placerat i ett bombsäkert magasin uppfört på 1970-talet. Bibliotekets konstavdelning innehåller cirka 100 000 kartor, teckningar och gravyrer.

## Organisation
Högste chef för biblioteket, som kallas för bibliotekarie, är sedan 2012 Jean-Louis Bruguès. Antalet anställda är i maj 2007 strax under 100.
Mellan 2007 och 2010 företogs en om- och tillbyggnad av biblioteket. Det är öppet för kurian och för forskare, med 50 läsplatser på handskriftsavdelningen och 200 läsplatser i stora läsesalen. Det finns även en stor, modern tidskriftsläsesal. Allmänheten äger inte tillträde.

## Historia
Det första egentliga påvliga biblioteket tillkom i Avignon på 1300-talet, men dessa samlingar finns idag i Nationalbiblioteket i Paris. Vatikanbiblioteket har sitt ursprung i Nikolaus V:s samlingar. 1622 donerade Maximilian I av Bayern det pfalziska biblioteket till påven, och Leo Allatius översåg överflyttningen av samlingen till Vatikanen som krävde 200 mulor; Allatius blev sedermera chef för Vatikanstatens bibliotek.